# The Silver Cord (album)
The Silver Cord è il venticinquesimo album in studio del gruppo musicale australiano King Gizzard & the Lizard Wizard, pubblicato nel 2023.

## Tracce
Testi e musiche di Stu Mackenzie, Ambrose Kenny-Smith, Joey Walker, Cook Craig, Lucas Harwood e Michael Cavanagh. 

### Edizione Standard
1. Theia – 3:24
2. The Silver Cord  – 4:20
3. Set – 3:56
4. Chang'e – 3:46
5. Gilgamesh – 3:43
6. Swan Song – 4:25
7. Extinction – 4:40

### Edizione Estesa
1. Theia [Extended Mix] – 20:41
2. The Silver Cord [Extended Mix] – 12:45
3. Set [Extended Mix] – 10:18
4. Chang'e [Extended Mix] – 10:46
5. Gilgamesh [Extended Mix] – 11:16
6. Swan Song [Extended Mix] – 10:29
7. Extinction [Extended Mix] – 12:29

## Formazione
- Ambrose Kenny-Smith – voce, sintetizzatore, mellotron
- Michael Cavanagh – batteria elettrica
- Cook Craig – sintetizzatore, guitar synth, effetti
- Joey Walker – voce, loops, sequencer, drum machine, sintetizzatore
- Lucas Harwood – sintetizzatore
- Stu Mackenzie – voce, sintetizzatore, guitar synth, programmazione, Mellotron, drum machine, piano, effetti